# Анаксо
Анаксо (дав.-гр. Ἀναξώ) — персонажка давньогрецької міфології, дочка тиринфського царя Алкея та Астідамії, сестра Амфітріона. Стала дружиною свого дядька, мікенського царя Електріона, брата Алкея, і народила дочку Алкмену (мати Геракла) й вісім синів. Всі її сини загинули, намагаючись відбити у телебоїв викрадені тими стада Електріона.